# Сало (муніципалітет)

Салó (італ. Salò) — муніципалітет в Італії, у регіоні Ломбардія, провінція Брешія.
Сало розташоване на відстані близько 450 км на північ від Рима, 110 км на схід від Мілана, 26 км на схід від Брешії.
Населення — 10 669 осіб (2014).

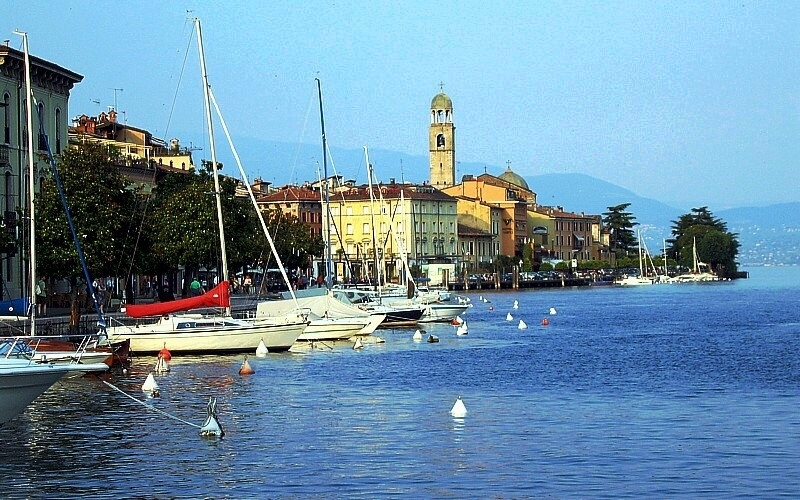

Щорічний фестиваль відбувається 4 листопада. Покровитель — San Carlo.

## Демографія
Населення за роками:

Станом на 1 січня 2023 року в муніципалітеті офіційно проживало 888 іноземців з 66 країн, серед них 278 громадян країн Євросоюзу та 86 громадян України.

## Клімат
| Salò                          | Місяці | Місяці | Місяці | Місяці | Місяці | Місяці | Місяці | Місяці | Місяці | Місяці | Місяці | Місяці | Пора | Пора | Пора | Пора | Рік  |
| Salò                          | Січ    | Лют    | Бер    | Кві    | Тра    | Чер    | Лип    | Сер    | Вер    | Жов    | Лис    | Гру    | Зим  | Вес  | Літ  | Осі  | Рік  |
| ----------------------------- | ------ | ------ | ------ | ------ | ------ | ------ | ------ | ------ | ------ | ------ | ------ | ------ | ---- | ---- | ---- | ---- | ---- |
| Темп. макс. (°C)              | 6.3    | 8.2    | 12.4   | 16.8   | 21.5   | 26.0   | 28.5   | 27.4   | 23.5   | 17.5   | 11.1   | 7.2    | 7.2  | 16.9 | 27.3 | 17.4 | 17.2 |
| Темп. мін. (°C)               | 1.0    | 2.2    | 5.3    | 8.6    | 12.4   | 16.2   | 18.6   | 18.3   | 15.6   | 10.8   | 5.8    | 1.8    | 1.7  | 8.8  | 17.7 | 10.7 | 9.7  |
| Опади (мм)                    | 77     | 67     | 86     | 86     | 106    | 95     | 90     | 115    | 89     | 120    | 106    | 68     | 212  | 278  | 300  | 315  | 1105 |
| Дні опадів (≥ 1 мм)           | 7      | 6      | 8      | 9      | 11     | 10     | 7      | 8      | 6      | 8      | 9      | 6      | 19   | 28   | 25   | 23   | 95   |
| Абсолютна геліофанія (години) | 3.1    | 3.9    | 4.5    | 5.5    | 6.9    | 8.0    | 9.1    | 8.2    | 6.3    | 4.7    | 3.3    | 3.1    | 3.4  | 5.6  | 8.4  | 4.8  | 5.6  |

## Сусідні муніципалітети
- Гардоне-Рив'єра
- Гавардо
- Пуеньяго-суль-Гарда
- Рое-Вольчіано
- Сан-Феліче-дель-Бенако
- Вобарно

## Персоналії
- Луїджі Коменчіні (1916—2007) — кінорежисер, один з батьків італійського неореалізму.